# Rudolf Haas (Schauspieler, 1849)
Rudolf Haas (* 8. Juli 1849 in Ottenschlag; † 9. Mai 1927 in Leipzig) war ein österreichisch-deutscher Schauspieler, Operettensänger (Bariton) und Regisseur.

## Leben
Rudolf Haas wurde 1849 als Sohn eines Arztes in Ottenschlag geboren. Im Jahr 1866 machte er den Feldzug nach Italien mit und arbeitete danach bis 1872 als Finanzbeamter in Schärding sowie als Zollbeamter in Passau. Daran anschließend begann er ohne besondere Ausbildung als Schauspieler und Sänger bei Wandertruppen. 1885 wirkte er als Schauspieler und Regisseur am Deutschen Theater in Budapest, von 1888 bis 1889 in Würzburg, danach in Nürnberg, von 1890 bis 1891 in Hannover, 1891 in Chemnitz, 1895 am Wilhelmstheater in Magdeburg, 1899 am Gärtnerplatz-Theater in München sowie 1901 am Stadttheater in Leipzig. 1918 ließ er sich in den Ruhestand versetzen und war nur noch als Gast oder im Rundfunk tätig. Seine größten Erfolge erzielte Haas in komischen Rollen.
Rudolf Haas verstarb 1927 im Alter von 77 Jahren in Leipzig.

## Hauptrollen (Auswahl)
- Der Alpenkönig und der Menschenfeind: Habakuk
- Romeo und Julia: Lorenzo
- Fra Diavolo: Beppo
- Der Waffenschmied: Ritter Adelhof
- Die Fledermaus: Frosch